# Affaire du Gaspée

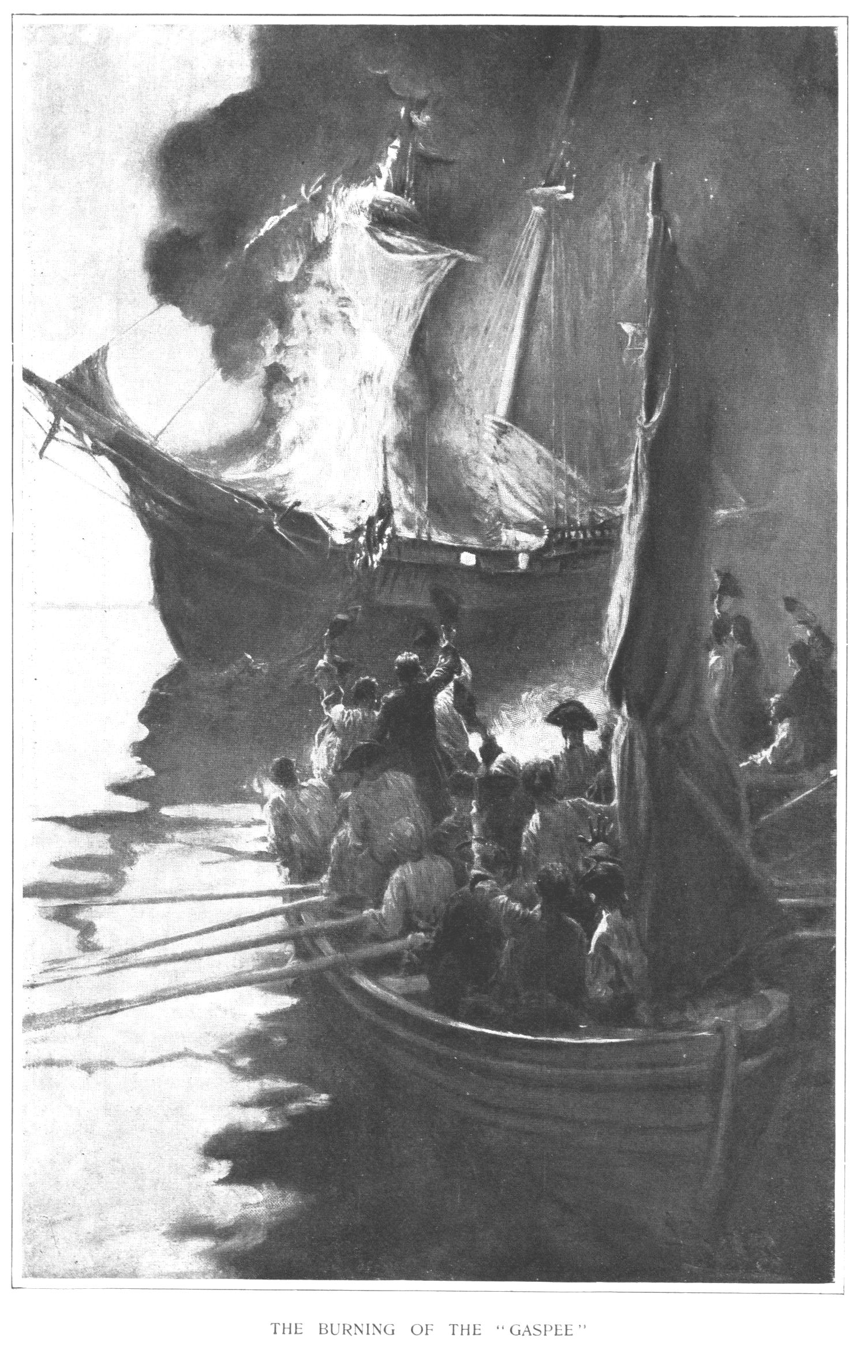
L'incendie du Gaspee

L'affaire du Gaspée désigne un célèbre incident dans les années qui précédèrent la révolution américaine : le Gaspée était une goélette anglaise qui fut attaquée et incendiée par des patriotes américains en 1772.

## Histoire
Au début de l'année 1772, le lieutenant William Dudingston amena le Gaspée dans la baie de Narragansett (Rhode Island) afin de renforcer le contrôle des douanes et d'inspecter les navires : l'Angleterre entendait alors empêcher les colons américains de commercer avec des régions situées en dehors de l'Empire britannique. La goélette était donc chargée d'inspecter la cargaison des navires. En juin 1772, elle s'était ensablée en poursuivant un navire suspect près de Gaspee Point situé dans le secteur de Pawtuxet, aujourd'hui la ville de Warwick, dans le Rhode Island.
Un groupe d'une soixantaine de patriotes venus de Providence et menés par le capitaine Abraham Whipple le prit d'assaut. L'équipage opposa une faible résistance, le lieutenant fut blessé par une balle et le navire incendié finit par exploser. Une enquête fut menée par les autorités anglaises, mais faute de preuves et malgré une récompense offerte pour tout renseignement sur l'incident, aucune condamnation ne fut prononcée. Le gouverneur du Rhode Island reçut un blâme.
Aujourd'hui, la ville de Warwick (Rhode Island) commémore chaque année l'affaire du Gaspée lors du « Gaspee Day » avec une parade et des courses, et une réplique du Gaspée est brûlée. Une plaque rappelle l'événement sur North Main Street à Providence.